# The Burglar's Daughter
The Burglar's Daughter è un cortometraggio muto del 1912 diretto da Lewin Fitzhamon per la Hepworth.

## Trama
Un poliziotto aiuta una cameriera che si trova alle prese con un padre malvivente.

## Produzione
Il film fu prodotto dalla Hepworth.

## Distribuzione
Distribuito dalla Hepworth, il film - un cortometraggio di 145 metri - uscì nelle sale cinematografiche britanniche nel gennaio 1912.